# Apostolska nunciatura v Keniji
Apostolska nunciatura v Keniji je diplomatsko prestavništvo (veleposlaništvo) Svetega sedeža v Keniji, ki ima sedež v Nairobiju.
Trenutni apostolski nuncij je Hubertus Matheus Maria van Megen.

## Seznam apostolskih nuncijev
- Guido Del Mestri (1965–9. september 1967)
- Pierluigi Sartorelli (9. november 1967–16. januar 1976)
- Agostino Cacciavillan (17. januar 1976–9. maj 1981)
- Giuseppe Ferraioli (21. julij 1981–1982)
- Clemente Faccani (27. junij 1983–9. marec 1996)
- Giovanni Tonucci (9. marec 1996–16. oktober 2004)
- Alain Paul Charles Lebeaupin (14. januar 2005–23. junij 2012)
- Charles Daniel Balvo (17. januar 2013–21. september 2018)
- Hubertus Matheus Maria van Megen (16. februar 2019–danes)